# Эри (озеро)
Э́ри (англ. Lake Erie [ˈɪri], фр. Érié) — озеро в Канаде и США, четвёртое в системе Великих озёр. Имея площадь 25 700 км², Эри занимает по этому параметру 11-е место среди озёр мира (считая Каспийское море) и 4-е место в США. Среди Великих озёр является четвёртым по величине и самым мелководным. Озеро омывает берега американских штатов Мичиган, Огайо, Пенсильвания, Нью-Йорк и канадской провинции Онтарио.
Впадают реки Детройт, Гранд, Рейзин, Гурон, Моми, Сандаски, Кайахога; вытекает река Ниагара. На берегу озера Эри находятся города Буффало, Эри, Толидо, Порт-Стенли, Монро, Кливленд.

## Этимология
Гидроним по этнониму одного из ирокезских племен, жившего на его берегах до прибытия европейцев. По оценке В. А. Никонова, значение этнонима — «кошка».

## Физико-географическая характеристика
Озеро вытянуто с запад-юго-запада на восток-северо-восток. Длина по главной оси составляет 388 км, максимальная ширина до 57 миль (92 км). Общая площадь, включая острова, — 25 700 км², из которых 12 800 км² находятся на территории Канады. Общую площадь водосборного бассейна Канадская энциклопедия оценивает в 58 800 км², Британская энциклопедия — в 78 062 км², включая площадь самого озера.
Эри, абсолютная отметка зеркала вод которого расположена на высоте 170 м, — самое мелкое в системе Великих озёр (за исключением озера Сент-Клэр). Средняя глубина 62 фута (19 м), максимальная — 210 футов (64 м). Объём воды 500 км³. Из-за сравнительно небольшой площади и глубины озеро характеризуется высокой скоростью водообмена (2,6 года).
Бо́льшую часть своей воды Эри получает из озера Гурон через реку Детройт. Другие важные притоки о́зера — ре́ки Моми и Кайахога в штате Огайо и Гранд-Ривер в Онтарио. В Эри впадают также реки Гурон и Рейзин (штат Мичиган), Портаж, Сандаски и Гранд (Огайо) и Каттарогас-Крик (штат Нью-Йорк). Доля атмосферных осадков в приходной части водного баланса составляет лишь 10 %. Сток осуществляется через реку Ниагара, вытекающую из озера у Форт-Эри. Разница в высоте зеркала вод между Эри и озером Онтарио — почти 100 м, из которых более 50 приходится на высоту Ниагарского водопада. Озёра Эри и Онтарио также связывает Уэллендский канал, проложенный в обход Ниагарского водопада.
Берега озера высокие и слабоизрезанные. Эри, как и большинство Великих озёр, располагается в долине древнего речного стока, углублённой плейстоценовыми ледниками. Озёра сформировались в зонах эрозии палеозойских глинистых сланцев и известняков. После отступления ледников в долине Эри остались значительные отложения глины и ила, в основном сформировавшие береговую линию озера, в свою очередь подверженную быстрой эрозии. Более устойчивые доломиты образуют береговую линию только на крайних западной и восточной оконечностях озера.
Многочисленные острова в западной части озера. Температура воды изменяется от 0—2 °C зимой до 24 °C летом. Прибрежная часть замерзает с декабря по март—апрель.

## История

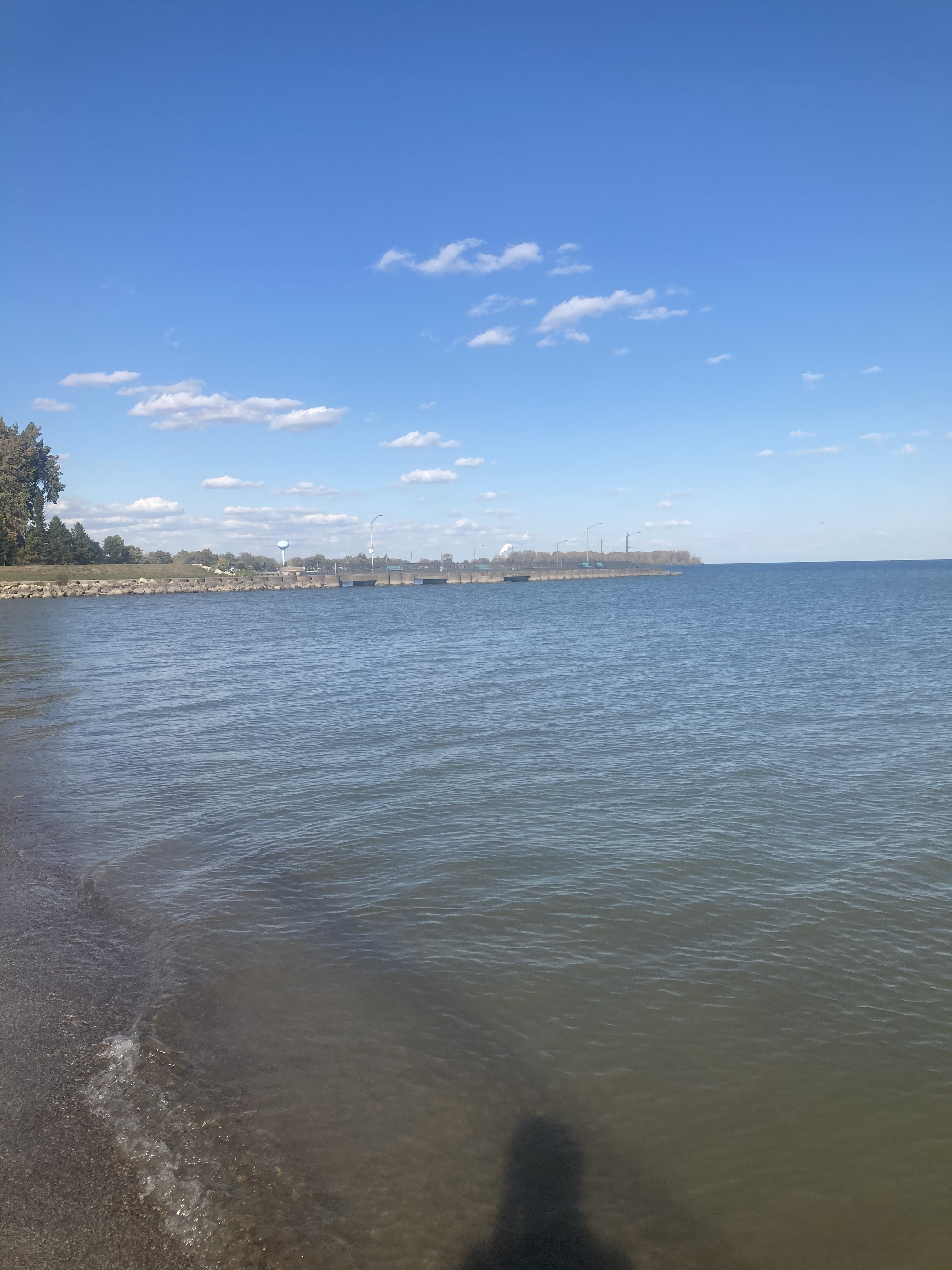
Пляж на пирсе Луна, штат Мичиган

Непосредственно перед европейской колонизацией берега озера были населены племенем эри с юга и племенем аттавандаронов с севера. Во время французско-ирокезских войн это население было истреблено, и территории были заселены алгонкинскими племенами оттава, оджибве, виандот и минго.
Первым европейцем, достигшим озера Эри, был, вероятно, Этьенн Брюле (ум. 1633). Луи Жолье, который впервые побывал на озере в 1669 году, вскоре основал здесь французские поселения. Французы называли озеро Лак-дю-Ша (фр. Lac du Chat), но впоследствии оно получило имя Эри по названию индейского племени.
В ходе Англо-американской войны на озере Эри состоялось важное сражение флотов близ посёлка Пут-ин-Бей.

## Экономическое значение
На берегах озера проживают 15 миллионов человек. Таким образом, плотность населения вокруг Эри — самая высокая из всех Великих озёр. Основная часть населения приходится на американское побережье с такими крупными городами как Буффало, Кливленд, Толидо и Эри. Единственный значительный населённый пункт на канадской стороне — Нантикок (Онтарио).
Озеро Эри — важная часть Морского пути Святого Лаврентия. Снабжение мощной промышленности в городах на берегах озера осуществляется преимущественно водным путём. Так, по воде через порты Кливленд, Толидо, Аштабьюла и Коннот доставляются железная руда и известняк на металлургические комбинаты Питтсбурга и Детройта. Через Толидо происходит транспортировка каменного угля, Буффало — важный узел поставок зерна. Основное русло баржевого канала штата Нью-Йорк отходит от реки Ниагара у города Тонаванда, а одна из его ветвей соединяет канал с озером Эри у Буффало.
Несмотря на загрязнение (см. Экология) и инвазии миногообразных, на Эри развит рыболовецкий промысел. В год на озере добывается 20 000 т рыбы, преимущественно жёлтого окуня — наиболее высокий показатель среди всех Великих озёр.
Озеро также определяет микроклимат, важный для сельского хозяйства. Вдоль северного берега находится одна из богатейших зон фруктового и овощного производства Канады, а вдоль юго-восточного берега в штатах Огайо, Пенсильвания и Нью-Йорк расположен важный регион выращивания винограда.

## Экология

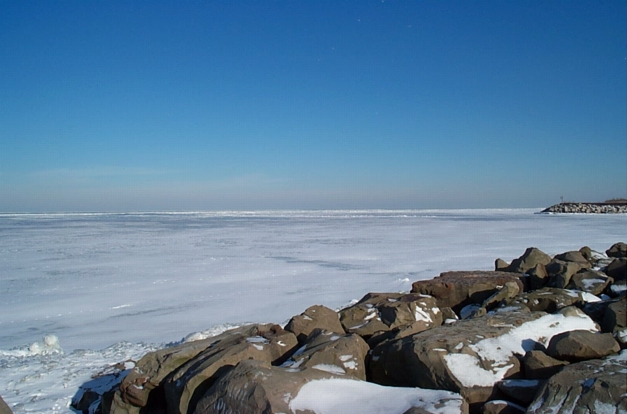
Эри подо льдом

Подобно другим Великим Озёрам, Эри производит снеговой эффект, когда над тёплыми водами начинают циркулировать холодные зимние ветры, достигающие Буффало, шт. Нью-Йорк, становясь одиннадцатым по снежности в США. Влияние озера кончается или ослабляется, однако, когда оно замерзает. Будучи самым мелким из Великих Озёр, оно замерзает быстрее и чаще других.
В 1960—1970 годах озеро Эри испытало изменения в качестве воды, связанные с возросшим уровнем фосфоритов в воде и донных отложениях. Это повлекло за собой эвтрофикацию системы из-за коренных изменений в цветении и скорости размножения водорослей. Разложение водорослей спровоцировало расширение сезонных аноксигенных зон в озере (также называемых мёртвыми зонами), что продолжалось в ранних 1970-х. Массы разлагающихся водорослей и загрязнённая береговая линия способствовали распространению мнения об Эри как о мёртвом озере.
В озере очень высокая биомасса фитопланктона — до 4-6 мг/л в центральном и восточном плёсах и в два раза выше в мелководном загрязнённом западном. Биопродуктивность в среднем 10,4 мг С/(м³ час), в западном плёсе — до 60.
Соглашение между Канадой и США (1972) существенно снизило свалку и сток фосфоритов в озеро. Мёртвая зона удерживается в бассейне озера Эри до конца лета. Управление по охране окружающей среды США изучает этот циклический феномен с 2005 года.
На северо-западном берегу Эри, в Южном Онтарио, расположен национальный парк Пойнт-Пили.